# شيخ فضيل (ملاثاني)
شیخ فضیل (بالفارسية: شیخ فضیل) هي منطقة سكنية تقع في إيران في قسم ملاثاني الريفي. يقدر عدد سكانها بـ 65 نسمة بحسب إحصاء 2016.